# Alexis (Comiczeichner)
Alexis, eigentlich Dominique Vallet (* 18. September 1946 in Boulogne-Billancourt; † 7. September 1977 in Paris), war ein französischer Comiczeichner.
Alexis wurde nach dem Abitur als Cartoonist für diverse Magazine tätig. 1968 kam er zum Magazin Pilote. Hier zeichnete er für Fred den Dreiteiler Timoléon. Ab 1970 wurde er Partner von Gotlib, für den er Literatur- und Film-Parodien zeichnete. Es folgten humoristische Arbeiten bei Fluide Glacial und Pif Gadget.
1976 folgte Al Crane, eine Western-Parodie, getextet von Gérard Lauzier. Er wirkte auch bei einigen Episoden der Serie Superdupont mit.
Er verstarb 1977 kurz vor seinem 31. Geburtstag an einem Aneurysma.